# 成道宫
成道宫，全称“重阳成道宫”，位于陕西省西安市鄠邑区祖庵镇成道宫村，是道教全真道的宫观。

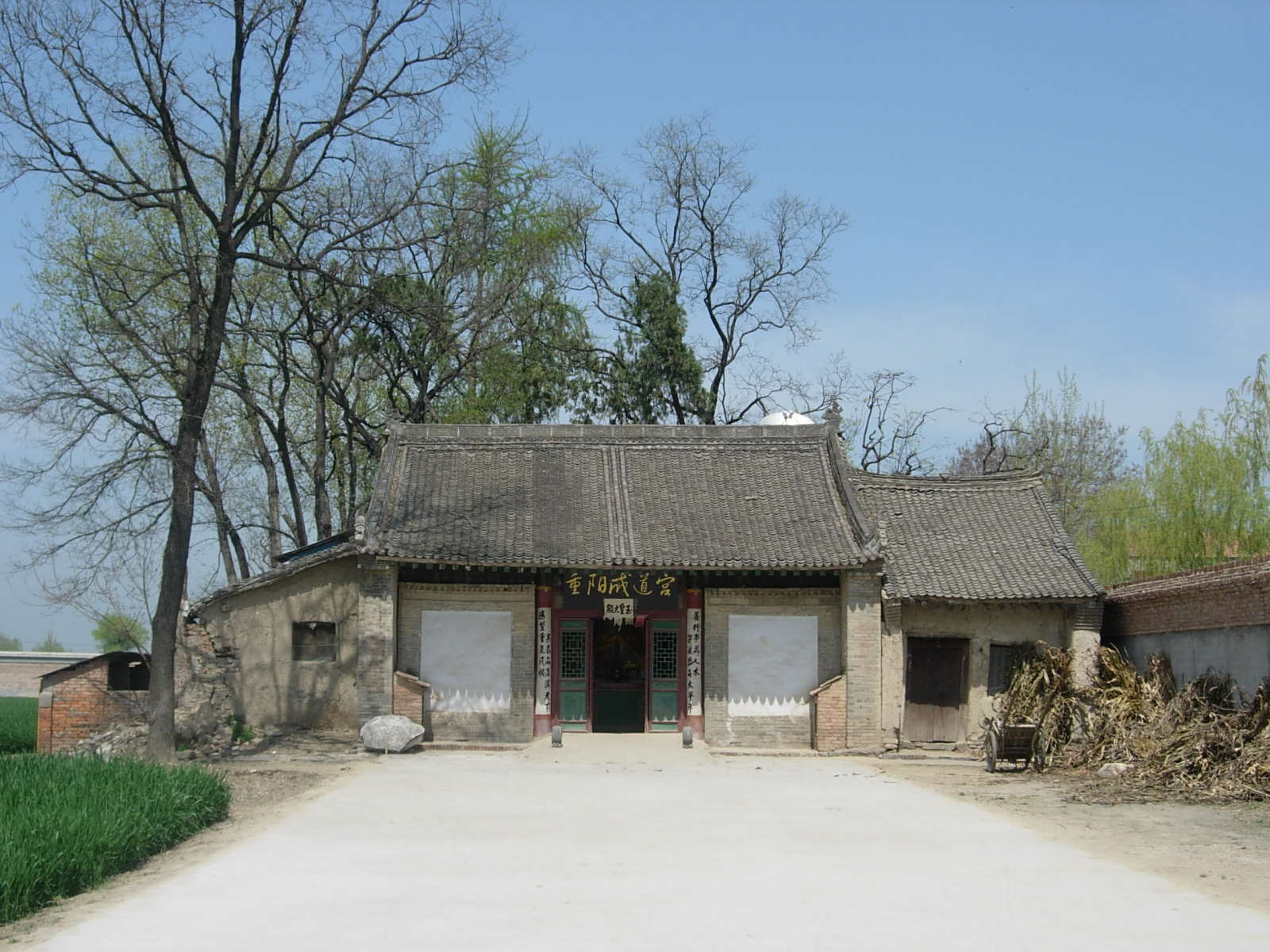
戶縣成道宮

## 简介
成道宫距离重阳宫四五里。重阳宫和成道宫始建于金朝，兴盛于元朝。明清以后，由于道教衰落，重阳宫和成道宫的大部分建筑损毁。
如今，成道宫的建筑有玉皇殿、重阳殿、药王殿、活死人墓碑等建筑。占地面积30余亩的新成道宫已于2009年开工建设。
金庸小说中，王重阳的练功地点“活死人墓”在重阳宫中。实际上，“活死人墓”位于成道宫。现在还有墓堆，墓堆前有碑石，碑石上刻有“活死人墓”几个大字。当地专家称，过去曾开挖墓道，发现其中确有地下室，深不见底，为保护而没让人进去，用土封住。據記載，王重陽早期曾經在活死人墓中修煉兩年，還寫了一首《活死人墓贈寧伯功》的七絕詩，描繪了這種特殊的修煉方法。詩中說「活死人兮活死人，風火地水要知因。墓中日服真丹藥，換了凡軀一點塵。活死人兮活死人，活中得死是良因，墓中閑寂真虛靜，隔斷凡間世上塵」等句。根据历史记载，王重阳于金世宗大定元年（50岁时）与世隔绝，在鄠县南时村（今户县成道宫村）掘穴称为“活死人墓”，在其中修真悟道，后来迁居刘蒋村（今祖庵镇）布道。

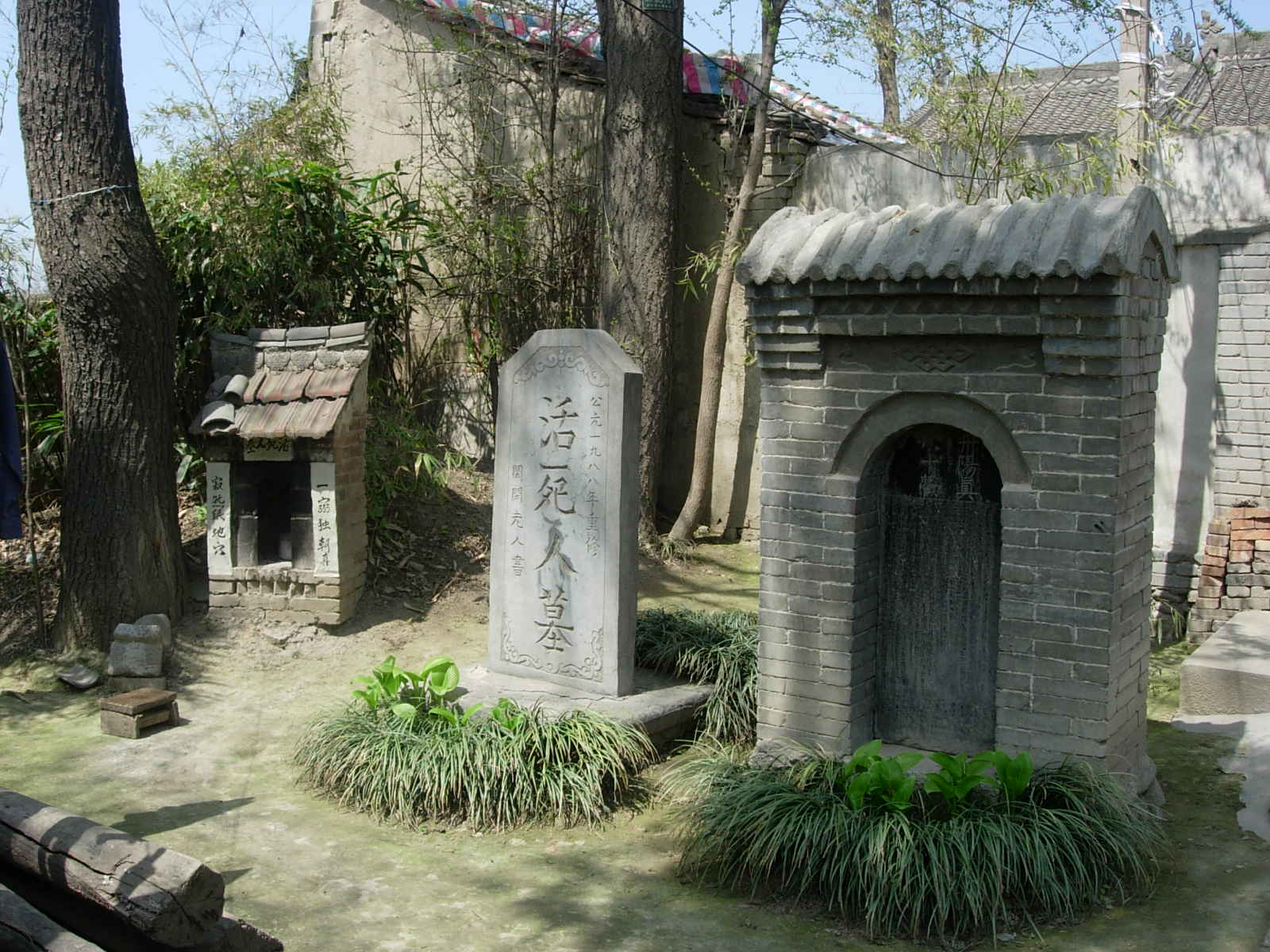
成道宮活死人墓